# Renningers
Renningers és una concentració de població designada pel cens dels Estats Units a l'estat de Pennsilvània. Segons el cens del 2000 tenia 380 habitants.

## Demografia
Segons el cens del 2000, Renningers tenia 380 habitants, 145 habitatges, i 108 famílies. La densitat de població era de 128,7 habitants per quilòmetre quadrat.
Dels 145 habitatges en un 32,4% hi vivien nens de menys de 18 anys, en un 62,1% hi vivien parelles casades, en un 7,6% dones solteres, i en un 25,5% no eren unitats familiars. En el 19,3% dels habitatges hi vivien persones soles el 12,4% de les quals corresponia a persones de 65 anys o més que vivien soles. El nombre mitjà de persones vivint en cada habitatge era de 2,62 i el nombre mitjà de persones que vivien en cada família era de 3.
Per edats la població es repartia de la següent manera: un 23,7% tenia menys de 18 anys, un 5,8% entre 18 i 24, un 32,9% entre 25 i 44, un 24,7% de 45 a 60 i un 12,9% 65 anys o més.
L'edat mediana era de 36 anys. Per cada 100 dones de 18 o més anys hi havia 97,3 homes.
La renda mediana per habitatge era de 53.750 $ i la renda mediana per família de 56.307 $. Els homes tenien una renda mediana de 34.297 $ mentre que les dones 16.058 $. La renda per capita de la població era de 14.391 $. Entorn del 8,9% de les famílies i el 12,7% de la població estaven per davall del llindar de pobresa.

## Poblacions més properes
El següent diagrama mostra les poblacions més properes.